# George Bryan (Schauspieler)
George Bryan (fl. 1586 – 1613) war ein Schauspieler des Elisabethanischen Theaters und Mitglied der Schauspieltruppe der Lord Chamberlain’s Men, zusammen mit William Shakespeare und Richard Burbage.
Die erste Erwähnung Bryans erfolgte, als er in den Jahren 1586 und 1587 zusammen mit Thomas Pope und weiteren drei Schauspielern durch Dänemark und Sachsen tourte. Er war Teil der Besetzung in dem Stück The Seven Deadly Sins (ca. 1591 durch ein Ensemble, bestehend aus Mitgliedern der Lord Strange’s Men und Admiral’s Men aufgeführt), zusammen mit Augustine Phillips und William Sly und weiteren Schauspielern, welche später die neuen Lord Chamberlain’s Men bilden sollten. Bryan könnte auch mit ihnen und Edward Alleyn 1593 durch die Lande gezogen sein, einem Zeitpunkt als die Theaterhäuser Londons aufgrund eines Pestausbruchs zwischen 1592 und 1594 geschlossen bleiben mussten. Es wird angenommen, dass Bryan zu den Gründungsmitgliedern und Gesellschaftern der 1594 neu aufgestellten Lord Chamberlain’s Men (im Zusammengang mit den Lord Strange’s Men) gehörte. Gesichert ist hingegen, dass er 1596 ein besonders vertrauenswürdiges Mitglied der Theaterkompanie war, als er und John Heminges die Entlohnungen für ihre Aufführungen am Hofe entgegennehmen sollten. Nach diesem Zeitpunkt könnte er möglicherweise dem Theater den Rücken gekehrt haben; hier scheint er  1597 seine Schauspieltätigkeiten beendet zu haben. 1603 und zwischen 1611 und 1613 erschien er noch mal als Groom of the Chamber (Kammerjunker) unter König Jakob I.